# 小原敏彦
小原 敏彦（おばら としひこ、1939年9月7日 - ）は日本の教育者、スポーツライター。埼玉県生まれ。埼玉大学教育学部卒業。埼玉県立春日部高等学校教諭、県立高校長などを経て、スポーツライターとして活躍している。
元埼玉陸上競技協会理事長、副会長。読売新聞社「彩の栞」、埼玉新聞社「標点」元執筆者。現朝日スポーツネツト編集委員。
埼玉県体育協会顧問・評議員。埼玉県スポーツ協会100周年特別委員。日本スポーツマンクラブ所属。日中友好体育懇話会代表。埼玉大学陸上競技部OB会長。
人見絹枝研究の第一人者。戦争で失われた多くの記録を集め、書籍としてまとめ上げ「人見絹枝」の名をより世に知らしめた功績をもつ。

## 著書
- 『燃え尽きたランナー　人見絹枝の生涯』大和書房、1981年2月 ASIN B000J81DMC
- 『人見絹枝物語　女子陸上の暁の星』〈朝日文庫〉朝日新聞社、1990年6月、ISBN 978-4022605849
  - 『燃え尽きたランナー』の新装改訂版。
- 『KINUEは走る　忘れられた孤独のメダリスト』健康ジャーナル社、2007年8月、ISBN 978-4907838386
- 『長嶋茂雄に会いたい』エコー出版、2005年7月、ISBN 978-4901103954
- 『燃ゆる大車輪』エコー出版、2006年7月、ISBN 978-4901103848